# José Holebas
José Holebas, także Chose Loint Cholebas (gr. Χοσέ Λόιντ Χολέμπας; ur. 27 czerwca 1984 w Aschaffenburgu) – grecki piłkarz grający na pozycji pomocnika. Od 2015 roku zawodnik angielskiego Watford F.C.

## Kariera klubowa
W Niemczech Holebas występował wyłącznie na boiskach 2. Bundesligi. Kontraktem z monachijskim klubem związał się w 2006 roku, kiedy to trafił do rezerw bawarskiego klubu z Viktorii Kahl. Rok później został promowany do ekipy seniorów prowadzonej wówczas przez Marco Kurza, który zastąpił na tym stanowisku Waltera Schachnera. Holebas zadebiutował w pierwszym zespole 21 września 2007 przeciwko FC St. Pauli, zastępując w 70. minucie na placu gry Daniela Bierofkę.
W 2011 roku Holebas przeszedł do Olympiakosu Pireus. Z kolei latem 2014 przeszedł do AS Roma. W lipcu 2015 roku przeniósł się do Watford.

## Kariera reprezentacyjna
Dzięki inicjatywie selekcjonera reprezentacji Grecji, Fernando Santosa, otrzymał obywatelstwo Grecji 3 listopada 2011 jako urodzony w Niemczech syn Greka i Urugwajki. Zadebiutował w barwach Grecji już 11 listopada 2011 w meczu przeciw Rosji i otrzymał pozytywne recenzje. Powołany do składu reprezentacji Grecji na Mistrzostwa Europy 2012 w Polsce i na Ukrainie.